# Kimberlé Crenshaw
Kimberlé Williams Crenshaw (Canton, 4 de mayo de 1959) es una abogada y académica estadounidense especializada en el campo de la teoría crítica de la raza y profesora de la Facultad de Derecho de la Universidad de California en Los Ángeles y de la Facultad de Derecho de la Universidad de Columbia, donde se dedica a la investigación sobre temáticas de raza y género. Es especialmente conocida por acuñar en 1989 el concepto “interseccionalidad”.

## Primeros años
Nacida en Canton en 1959. Se licenció en Cornell en 1981, obtuvo el doctorado en Derecho (J.D.) en la Escuela de Derecho de Harvard en 1984 y máster en Derecho en la Universidad de Wisconsin–Madison en 1985. En Cornell, pertenecía a la hermandad Quill and Dagger.

## Trayectoria
Desde 1986, es profesora de la Facultad de Derecho, Universidad de California, Los Ángeles donde enseña Derechos Fundamentales y otras clases de estudios críticos de raza y Derecho constitucional. Fue la fundadora del movimiento intelectual llamado el Taller de Teoría Crítica de Raza.[cita requerida] En 1991 y 1994, fue elegida Profesora del Año. En la Facultad de Derecho de la Universidad de Wisconsin, donde obtuvo su LL.M., la profesora Crenshaw era William H. Hastie Fellow. Más tarde, realizó prácticas para la jueza Shirley Abrahamson del Tribunal Supremo de Wisconsin.
Su trabajo sobre raza y género influyó en la redacción de la cláusula de igualdad de la Constitución sudafricana. En 2001, redactó el documento preparatorio sobre Discriminación de Raza y Género para la Conferencia Mundial sobre Racismo y ayudó a facilitar la inclusión de género en la Declaración de la Conferencia. Crenshaw ha sido miembro del comité para Investigar de la Fundación de Ciencia Nacional Violencia Contra Mujeres y ha asistido al equipo legal que representa a Anita Hill. Es también miembro fundadora de Iniciativa de Medios de Comunicación de las Mujeres y comentarista asidua en el Programa de la radio NPR, el Show de Tavis Smiley. Crenshaw es conocida por su trabajo a finales de los ochenta y principios de los noventa, especialmente importante en influir y desarrollar la idea de interseccionalidad, una palabra acuñada por ella en 1989.

### Interseccionalidad
Kimberle Crenshaw introdujo la teoría de interseccionalidad a la teoría feminista en los años 80. A pesar de que el concepto en sí no era nuevo, no fue formalmente reconocido hasta la formulación teórica de Crenshaw. Su inspiración para la teoría comenzó mientras era estudiante universitaria y se dio cuenta de que el aspecto de género en relación con la raza estaba muy poco desarrollado. Se dio cuenta de que en la Facultad en la que estudiaba había clases sobre raza y sobre asuntos de género. Las clases que impartian temática sobre mujeres eran exclusivamente en las de literatura y  poesía mientras los hombres estaban presentes en clases serias de política y economía.
Crenshaw ha recibido grados múltiples en la ley que incluye su LL.M. (Master en Derecho) y J.D..  Por tanto, su enfoque sobre la  interseccionalidad  es sobre cómo el Derecho responde a la discriminación de género y raza. El reto es que el Derecho antidiscriminatorio trata el género y la raza por separado, y consiguientemente las mujeres afroamericanas y otras mujeres de color sufren formas de discriminación combinadas y, si el Derecho no es capaz de combinar ambas, deja a dichas mujeres sin justicia.